# Umvelinqangi
Umvelinqangi (El que estaba al principio), es el Dios del cielo de la mitología Zulú. 
Umvelinqangi es un dios creador y omnipresente, que tiene una voz como el trueno y se conoce para enviar abajo las saetas del relámpago. Él descendió del cielo para casarse con Uhlanga, y se dice que así ha creado los primeros juncos de los cuales Unkulunkulu surgió.
- Datos: Q7881877